# Bodrogu Nou, Arad
Bodrogu Nou este un sat în comuna Zădăreni din județul Arad, Banat, România.

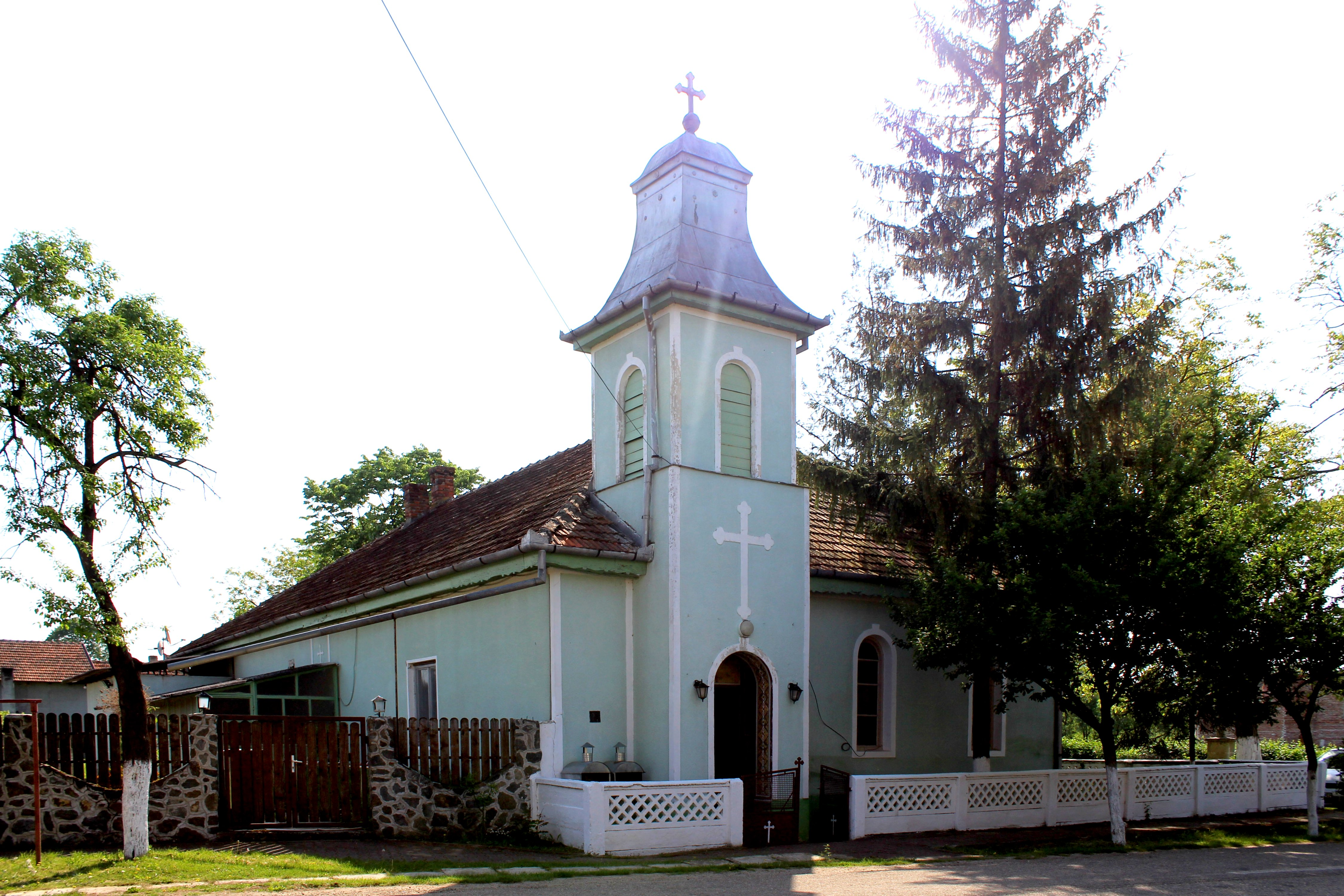
Biserica ortodoxă
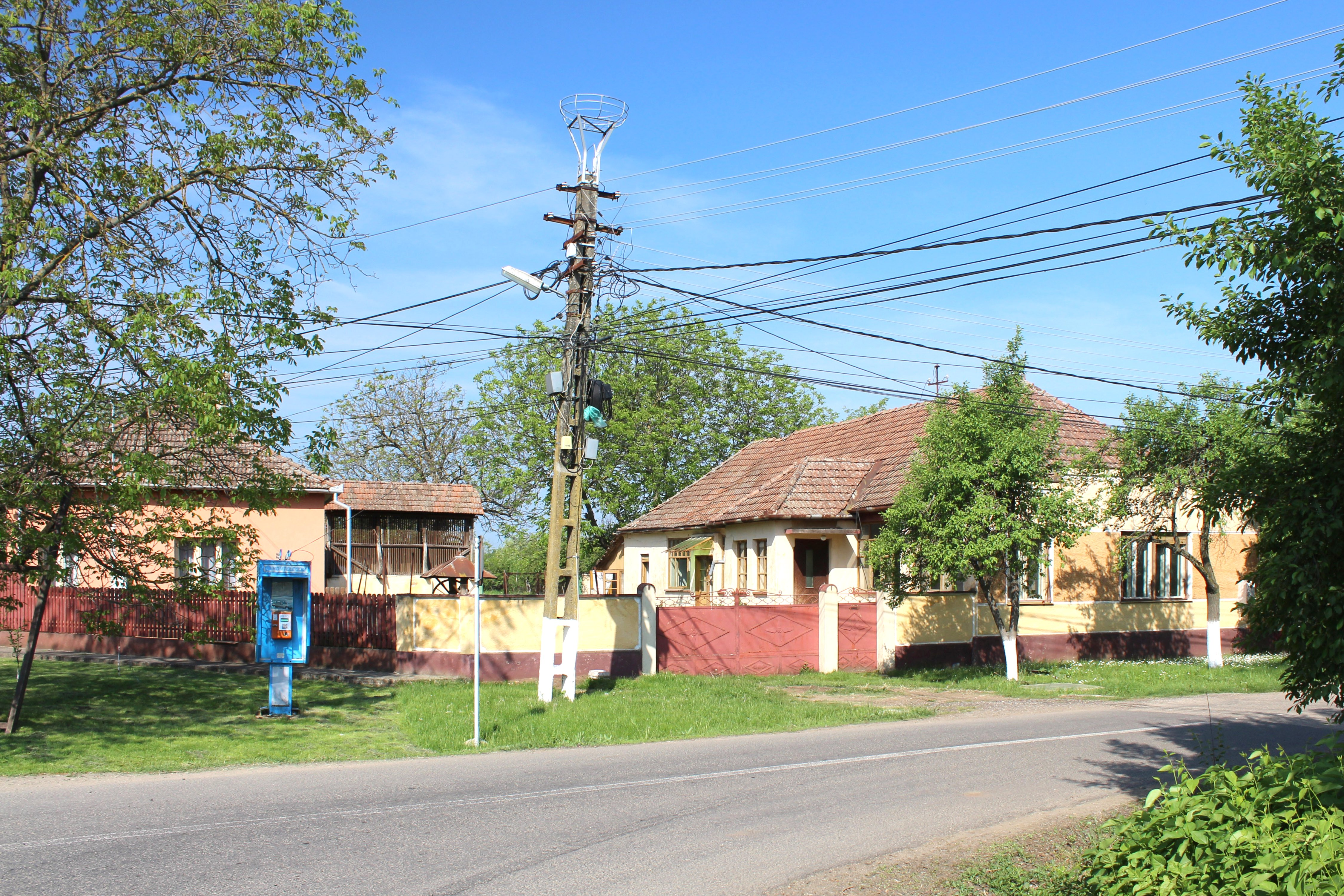
Casă

## Legături externe

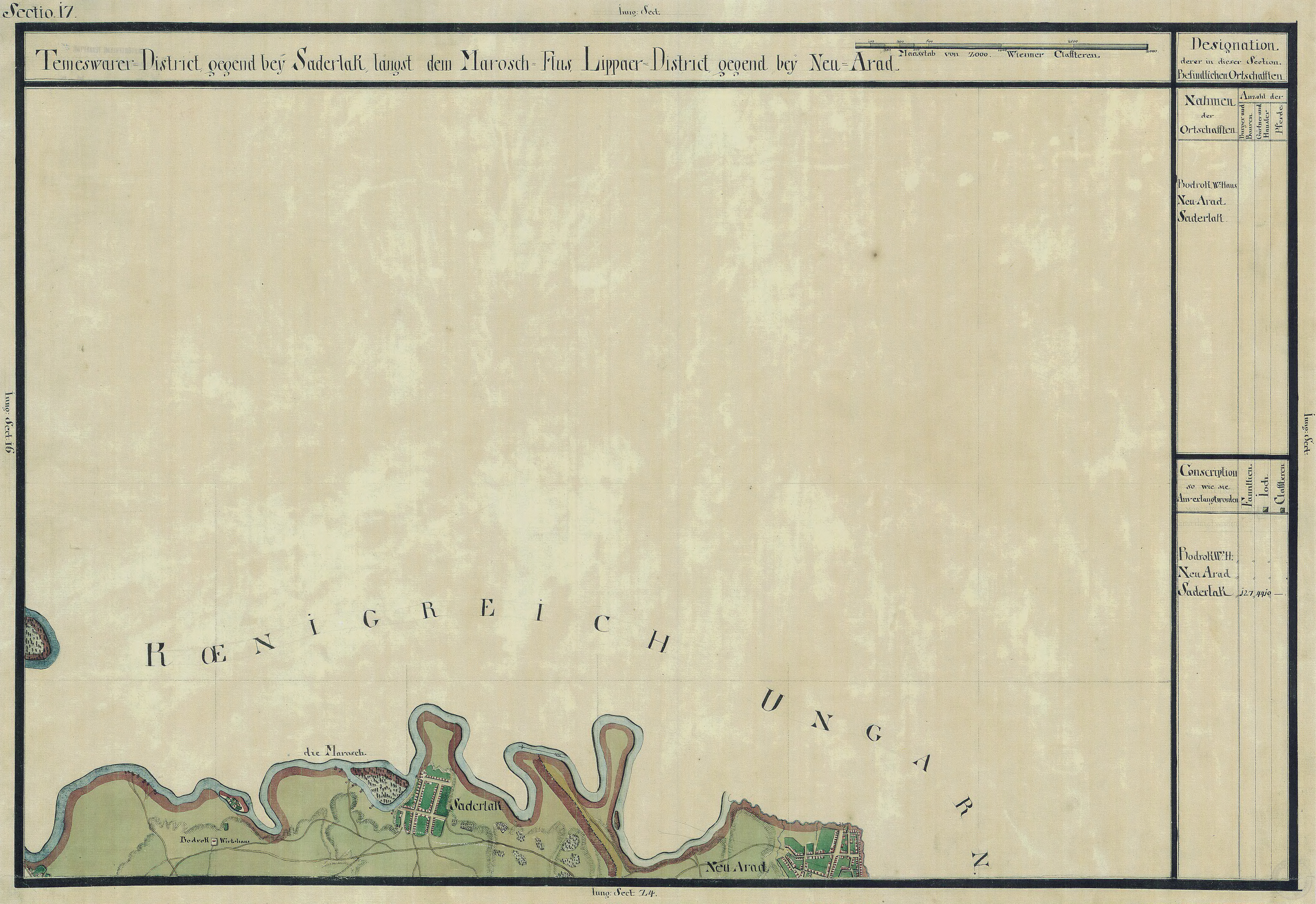
Bodrogu Nou în Harta Iosefină a Banatului, 1769-72